# Monotonía
"Monotonía" é uma canção da cantora e compositora colombiana Shakira com participação do porto-riquenho Ozuna. Foi lançado em 19 de outubro de 2022 pela Sony Music Latin. A letra foi escrita pelo compositor colombiano Kevyn Cruz, mais conhecido como Keityn. As melodias foram criadas por Keityn, Alejandro Valencia, Cristian Álvarez, Sergio Robledo junto com a participação adicional de Albert Hype, Shakira e Ozuna. Foi produzido por Ciey, Nep, Albert Hype e Keityn. Shakira também participou da produção.

## Antecedentes e lançamento
Em 6 de outubro de 2022, Shakira começou a postar mensagens enigmáticas sobre novas músicas iminentes em suas redes sociais. A primeira dizia: “No fue culpa tuya”. No dia seguinte, Shakira postou um vídeo de acompanhamento que dizia “Ni tampoco mía”. O vídeo final dessas prévias dizia "Fue culpa de la monotonía".
Após essas postagens, Shakira revelou uma prévia do videoclipe da música que mostrava alguém pisando em um coração. O single foi anunciado oficialmente em 9 de outubro de 2022 e lançado em 19 de outubro de 2022.

## Gravação e composição
Ao contrário dos rumores e especulações da mídia e dos fãs, a letra de "Monotonía" não foi escrita por Shakira. A artista participou da produção da música e da composição das melodias junto com os demais colaboradores, mas não é creditada como letrista. A letra foi escrita na íntegra pelo compositor colombiano Keityn pelo menos um ano antes de oferecer a demo a Shakira. Portanto a música não é inspirada em seu relacionamento passado com o jogador de futebol Gerard Piqué, ao contrário das especulações da mídia. Em entrevista, Keityn afirmou que, próximo ao lançamento da música, Shakira adicionou a frase "Me dejaste por tu narcisismo..." que originalmente era "Fuimos víctimas del egoísmo", sendo esta a única contribuição dela na letra. Shakira já falou abertamente sobre sofrer de bloqueio de escritor desde que se tornou mãe e o início de seu antigo relacionamento com Piqué. "Monotonía" torna-se assim apenas a canção nº. 14 de seu catálogo de mais de 145 músicas nas quais não atuou como letrista.

## Vídeo clipe
O videoclipe foi filmado entre 10 e 11 de setembro de 2022 em Manresa, Barcelona. Em 8 de outubro de 2022, Shakira postou uma prévia do videoclipe de alguém pisando em um coração, bem como uma mensagem que dizia "Eu nunca disse nada, mas isso me machucou. Eu sabia que isso poderia acontecer". Globalmente, o videoclipe da música alcançou mais de 20 milhões de visualizações no YouTube nas primeiras 24 horas após seu lançamento, tornando-se a maior estreia em espanhol no YouTube em 2022, e o vídeo latino mais visto no dia de seu lançamento por uma artista feminina na história da plataforma. Também estreou em primeiro lugar na parada semanal global de vídeos musicais do YouTube, com 23,6 milhões de visualizações. Recebeu outros 43,4 milhões de visualizações durante o período de 21 a 27 de outubro, superando a marca da primeira semana em 84%.

## Recepção da crítica
A canção recebeu críticas geralmente positivas. A Harper's Bazaar chamou a letra da música de "pensativa e comovente". Pitchfork disse que a música "captura perfeitamente o timbre da dor de cabeça, o tipo de dor que só vem por ter experimentado o auge do prazer" e elogiou a entrega vocal dos cantores afirmando que "o canto angelical de Ozuna complementa a resignação severa de Shakira". A Variety escreveu que a música e o clipe "encapsulam aquela dor de cortar o coração - literalmente".
Jon Pareles, do The New York Times, afirmou que "bachata distancia o desgosto, colocando-o dentro de uma grade bem sincopada; Shakira e Ozuna cantam como se fossem superar isso".

## Prêmios e indicações
| Ano  | Cerimônia                        | Categoria                     | Resultado | Ref.   |
| ---- | -------------------------------- | ----------------------------- | --------- | ------ |
| 2023 | Latin American Music Awards      | Melhor Colaboração - Tropical | Venceu    | [ 18 ] |
| 2023 | Prêmios Nuestra Tierra           | Canção do Ano                 | Indicado  | [ 19 ] |
| 2023 | Prêmios Juventud                 | Melhor Canção Tropical        | Venceu    | [ 20 ] |
| 2023 | Billboard Latin Music Awards     | Melhor Canção Tropical do Ano | Indicado  | [ 21 ] |
| 2023 | Billboard Latin Music Awards     | Canção Airplay do Ano         | Indicado  | [ 21 ] |
| 2023 | Latino Music Awards              | Melhor Canção Tropical        | Indicado  | [ 22 ] |
| 2023 | Premios Rolling Stone en Español | Canção do Ano                 | Indicado  | [ 23 ] |